# Gerhard Polt

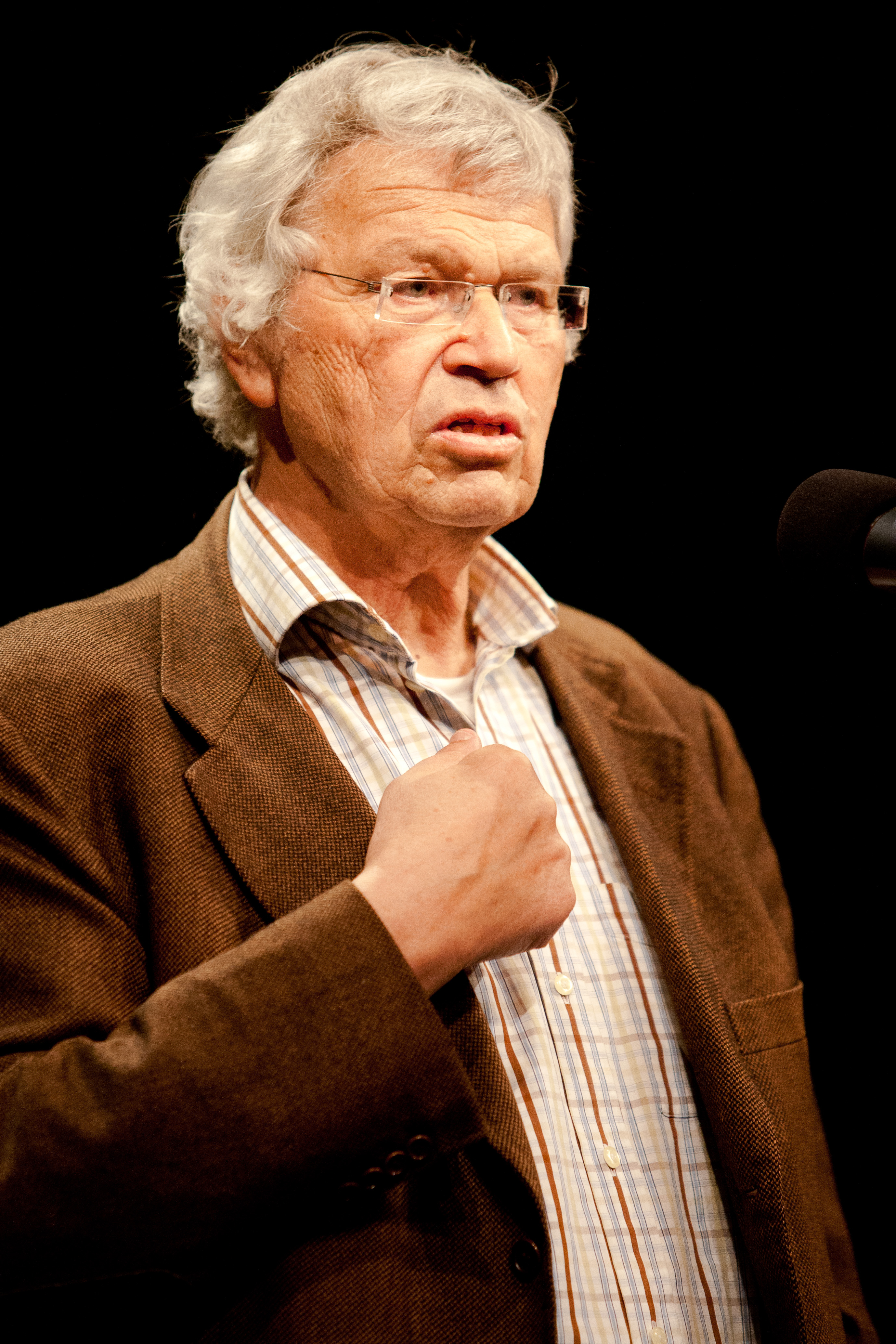
Gerhard Polt, 2011

Gerhard Polt (* 7. Mai 1942 in München) ist ein deutscher Kabarettist, Autor, Fernseh- und Filmschauspieler.

## Leben

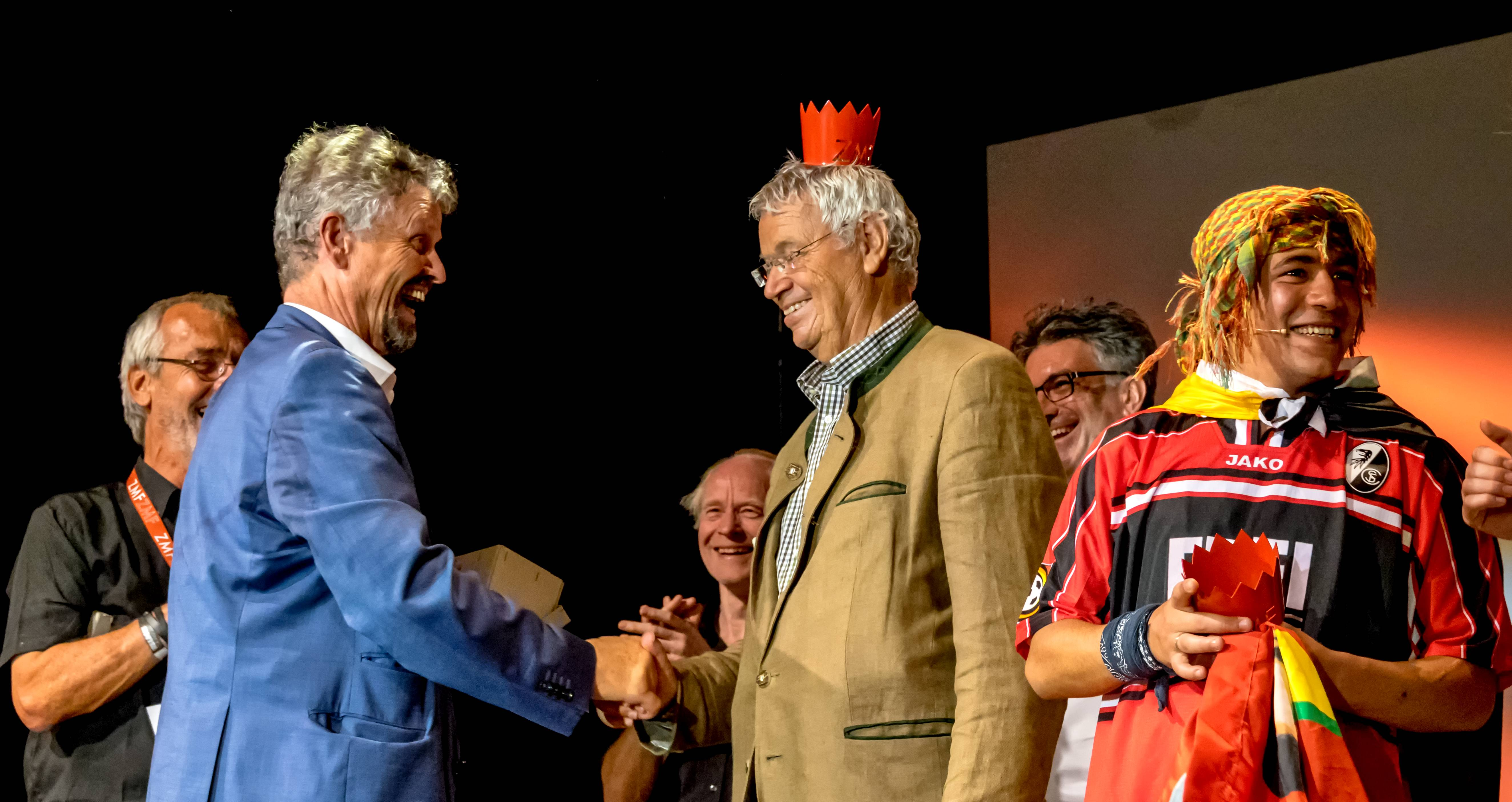
Verleihung des Ehrenpreises des ZMF 2015 durch Gernot Erler (MdB)

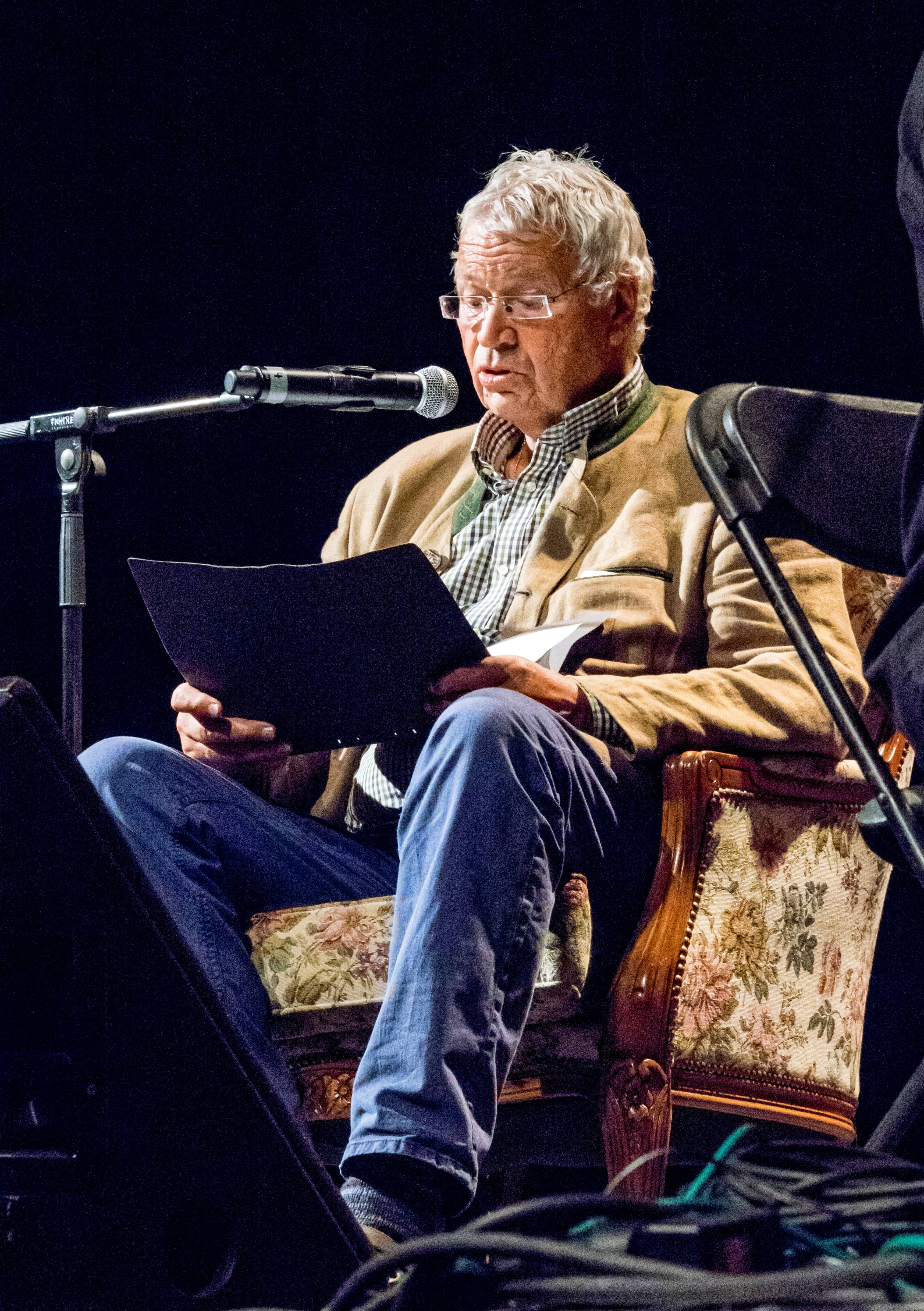
ZMF 2015, Gerhard Polt liest Peter und der Wolf begleitet von der Russischen Kammerphilharmonie St. Petersburg

Gerhard Polt wurde am 7. Mai 1942 in München geboren. Schon wenige Monate nach Gerhard Polts Geburt zog seine Mutter mit ihrem Sohn während des Zweiten Weltkriegs in den katholischen Wallfahrtsort Altötting, um der zunehmenden Gefahr durch Bombenangriffe in München zu entgehen.
Sein Vater Richard, Rechtsanwalt und während des Kriegs Major, verbrachte einen Teil der Kriegsjahre in Wien. Nach der Rückkehr des Vaters aus der Kriegsgefangenschaft nach München bezog die Familie 1951 wieder ein gemeinsames Zuhause in der Stadt. 1957 erfolgte erneut ein Umzug Polts mit seiner Mutter innerhalb Münchens in die Amalienstraße in der Maxvorstadt. Dieser Straße widmete er Jahre später sein erstes Hörspiel Als wenn man ein Dachs wär’ in seinem Bau.
Auf das Abitur folgten das Studium der Politikwissenschaft an der Hochschule für Politik München und Geschichte an der Universität München, anschließend das Studium der Skandinavistik und des Altgermanischen von 1962 bis 1968 in Göteborg. Polt spricht fließend Schwedisch und trat mit einem schwedischsprachigen Bühnenprogramm u. a. vor König Carl XVI. Gustaf auf.
Nach seiner Rückkehr nach München arbeitete Polt als Übersetzer, Lehrer und Dolmetscher. Heute lebt Polt in Neuhaus (Gemeinde Schliersee). Er ist seit 1971 verheiratet und hat einen Sohn.
Polt begann seine Karriere mit einer Hörspielproduktion des Hessischen Rundfunks, Als wenn man ein Dachs wär’ in seinem Bau. Darin spielte er die Rollen von mehr als 30 verschiedenen Personen, die durch Maßnahmen der Stadtsanierung aus ihrer angestammten Umgebung, der Münchner Amalienstraße, vertrieben werden. Seinen ersten Bühnenauftritt hatte Polt 1975 mit dem kabarettistischen Programm der Kleinen Nachtrevue in der Münchner Kleinen Freiheit. Es folgten große Publikumserfolge an den Münchner Kammerspielen (u. a. Diridari und Tschurangrati), die er mit dem Regisseur Hanns Christian Müller realisierte und in denen u. a. auch Dieter Hildebrandt, Otto Grünmandl und Gisela Schneeberger mitwirkten.
Einem größeren Publikum wurde Polt durch seine zwölfteilige Sketchreihe Fast wia im richtigen Leben bekannt. Seine Partnerin in diesen vom Bayerischen Rundfunk produzierten und 1979 erstmals ausgestrahlten Sendungen war Gisela Schneeberger. Es folgten (ebenfalls in Zusammenarbeit mit Hanns Christian Müller) Kinofilme wie Kehraus, Man spricht deutsh  und Germanikus.
1979 wurde ein Manuskript Polts für die Sendung Einwürfe aus der Kulisse von Redakteuren des ZDF um einige kritische Stellen über Friedrich Zimmermann („Old Schwurhand“) gekürzt. Polt revanchierte sich ein Jahr später bei der Verleihung des Deutschen Kleinkunstpreises, die vom ZDF übertragen wurde. Da ihm erneut verboten worden war, Zimmermann zu erwähnen, hielt er in der ihm als Preisträger eingeräumten Zeit keine Ansprache. Stattdessen schlug er, unterbrochen von kurzen Pausen, scheinbar die Minuten tot, indem er z. B. darüber sprach, dass er nichts sagen würde („I sag ja nix, gell?“ – „also, aus mir ist nix herauszubringen... i bin ja net bled“), und deutete an, dass er sonst in einen Rechtsstreit mit einer „Rechtsabteilung“ kommen könne, den er sich finanziell nicht leisten könne; mit Hinweis auf eine auf der Bühne laufende Sanduhr wies er zudem immer wieder auf das Vergehen seiner angeblich zehnminütigen Rede- bzw. Bühnenzeit hin und empfahl u. a. dem Fernsehpublikum, auf die Zeit zu achten, falls nämlich nur ein Ausschnitt – z. B. nur acht Minuten – seiner Bühnenzeit gesendet würde und damit ja ein (herausgeschnittener) Teil fehlen würde; tatsächlich ging Polt nach etwa acht Minuten von der Bühne. Ebenfalls 1980 trat er als Gast in der ersten Folge des Scheibenwischers auf und nahm dort erneut Bezug auf die Auseinandersetzung mit dem ZDF. Er sprach über Satire im Fernsehen und zitierte den Programmdirektor mit der Aussage, „die Satire soll die Wirklichkeit nicht überzogen widerspiegeln“.
Im Jahr 1983 reiste Polt per Zug nach Moskau und schenkte auf dem Roten Platz Freibier aus.
In seinen Rollen spielt Polt oft den engstirnigen und wenig reflektierenden Bürger, der mit großer Selbstverständlichkeit seine Meinung kundtut. Dabei bedient er sich auch gern bestimmter Klischees: die Intoleranz der Deutschen („Toleranz ist kein deutscher Begriff“), die deutsche Fremdenfeindlichkeit („der Asiate schmutzt nicht“). Aber auch Intellektuelle, Neureiche, Beamte oder Politiker werden von ihm pointiert dargestellt.
Viele seiner Bühnenauftritte absolvierte Polt zusammen mit der Biermösl Blosn.
1990 wirkte er zusammen mit der Biermösl Blosn an dem Toten-Hosen-Album Auf dem Kreuzzug ins Glück mit. Am Ende des Jahres 2005 tourte er mit den Toten Hosen und der Biermösl Blosn durch verschiedene Theater und Opernhäuser und spielte unter der Regie von Hanns Christian Müller das Programm Abvent.
Anlässlich seines 70. Geburtstages zeigte das Literaturhaus München vom 2. März bis 15. Juli 2012 eine Ausstellung mit dem Titel Braucht’s des?! – Gerhard Polt zum 70sten (Kuratorin: Sandra Wiest).
Seit 2016 engagiert sich Polt in München für die Gründung eines „Haus des Humors“ in einem denkmalgeschützten Gebäude auf dem Gelände des ehemaligen Viehhofs.
Er ist einer der 28 Erstunterzeichner des in der Zeitschrift Emma veröffentlichten Offenen Briefs an Bundeskanzler Scholz vom 29. April 2022, der sich gegen die Lieferung schwerer Waffen an die Ukraine aus Sorge vor einem Dritten Weltkrieg im Kontext des Russischen Überfalls auf die Ukraine 2022 ausspricht.

## Preise

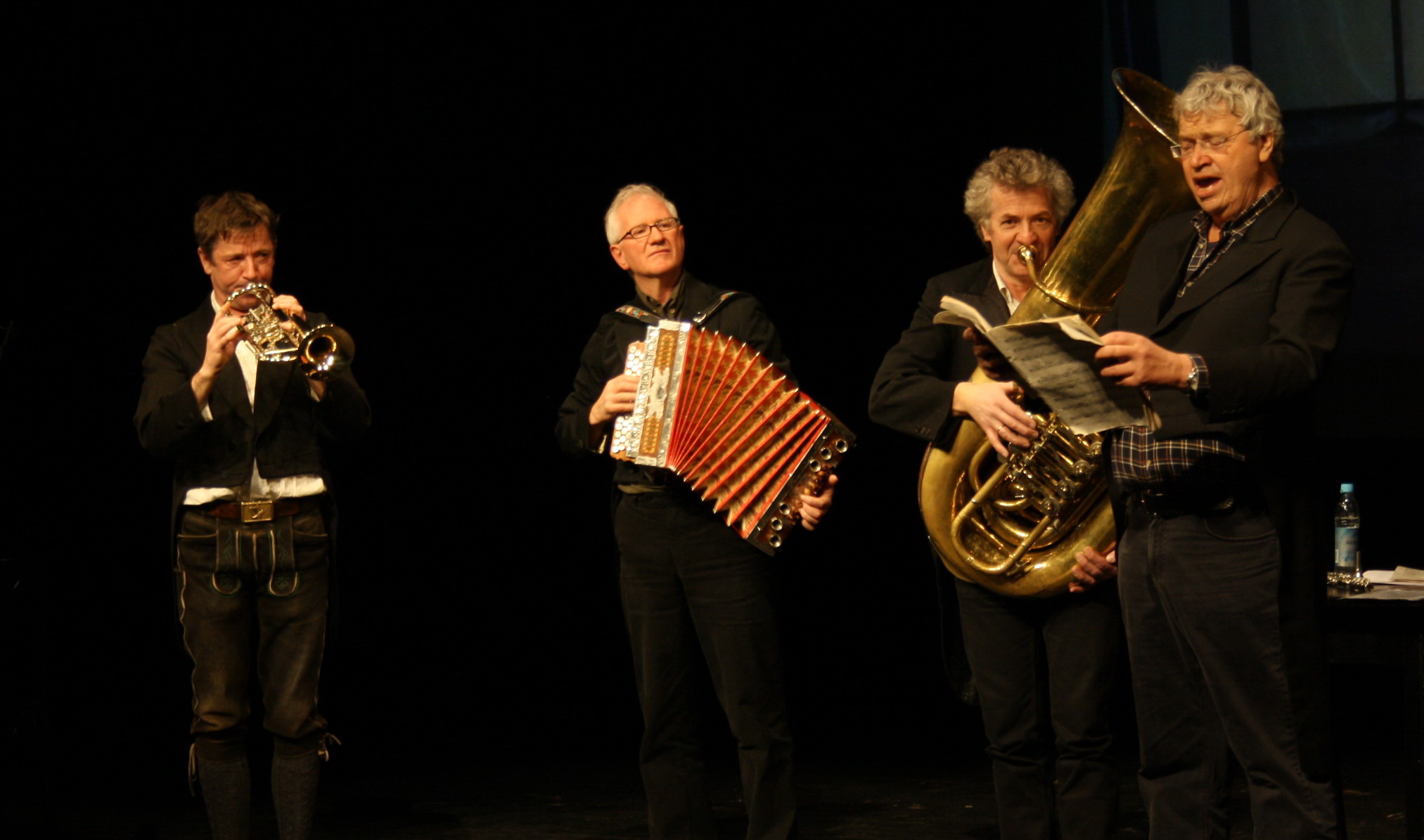
2010 Vergabe des Großen Karl-Valentin-Preises an Fredl Fesl

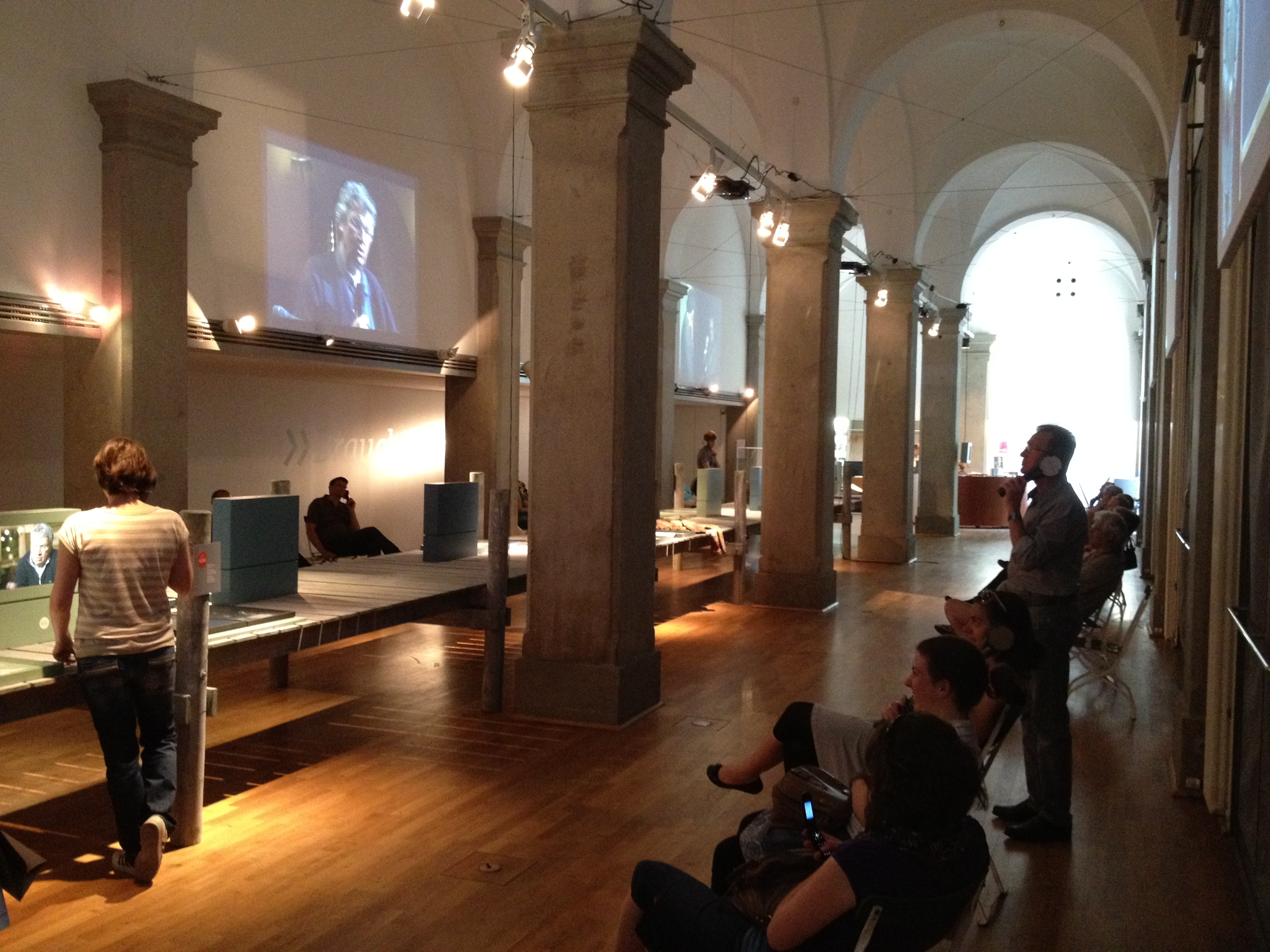
Ausstellung Braucht’s des?!, 2012 im Literaturhaus München

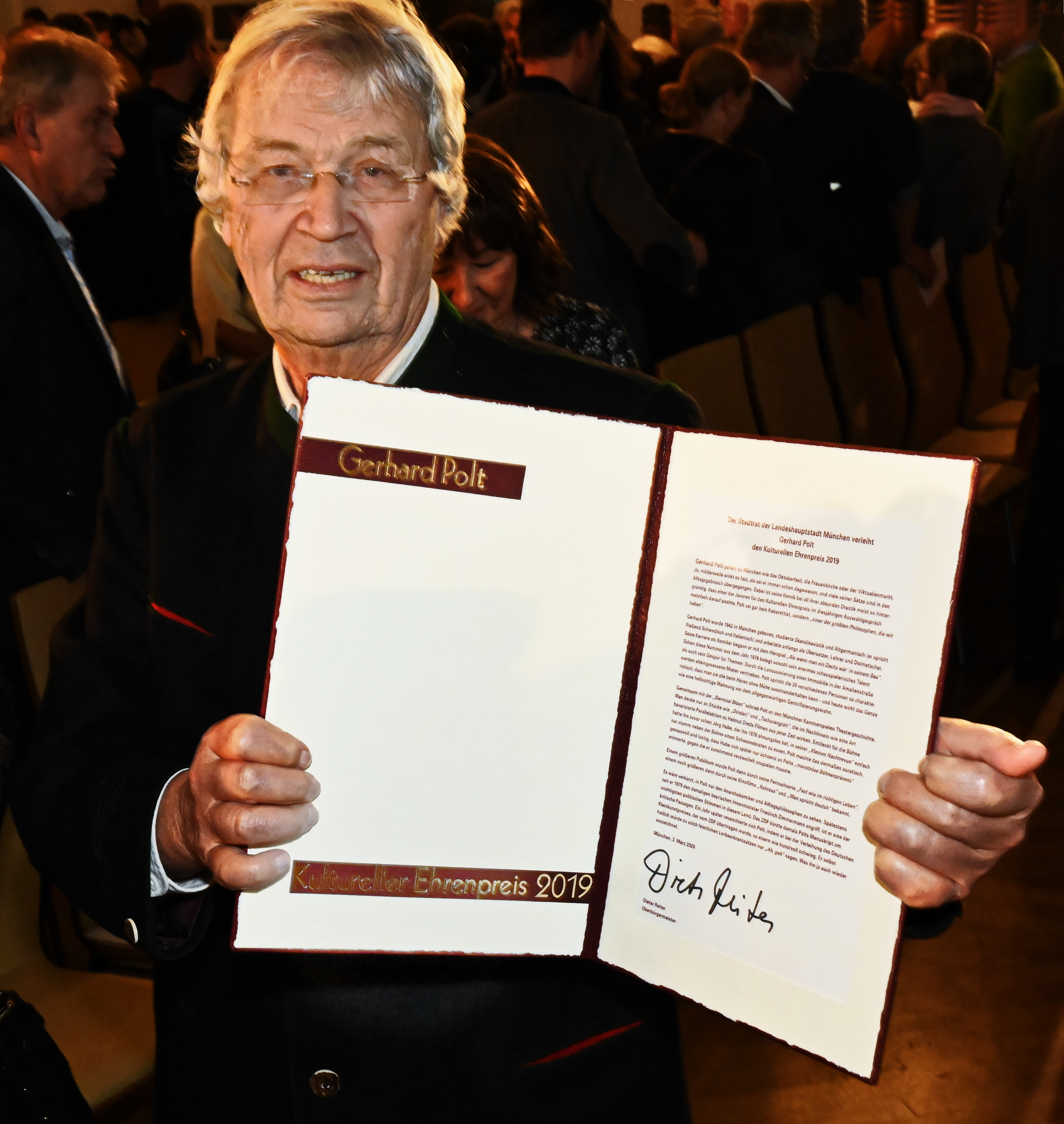
Gerhard Polt erhält den Kulturellen Ehrenpreis der Landeshauptstadt München, 2019

- 1975: Kulturförderpreis der Stadt München
- 1980: Deutscher Kleinkunstpreis in der Sparte Kabarett
- 1980: Ernst-Hoferichter-Preis
- 1981: Ludwig-Thoma-Medaille der Stadt München
- 1981: Adolf-Grimme-Preis mit Bronze für Fast wia im richtigen Leben (zusammen mit Hanns Christian Müller und Gisela Schneeberger)
- 1983: Adolf-Grimme-Preis mit Silber für Scheibenwischer (zusammen mit Dieter Hildebrandt und Gisela Schneeberger)
- 1984: Deutscher Darstellerpreis
- 1984: Deutscher Filmpreis für das Drehbuch von Kehraus, gemeinsam mit Hanns Christian Müller und Carlo Fedier
- 1984: Ernst-Lubitsch-Preis für Kehraus
- 1989: Goldener Gong für Fast wia im richtigen Leben gemeinsam mit Gisela Schneeberger und Hanns Christian Müller
- 1992: Morenhovener Lupe
- 1995: Ybbser Spaßvogel
- 1997: Schweizer Kabarett-Preis Cornichon[15]
- 2000: Göttinger Elch für sein Lebenswerk
- 2001: Jean-Paul-Preis[16] zur Würdigung des literarischen Gesamtwerks.
- 2002: Heimito von Doderer-Literaturpreis
- 2002: Prix Pantheon – Sonderpreis Reif & Bekloppt
- 2004: Friedestrompreis
- 2005: Enthüllung eines Sterns im Mainzer Walk of Fame des Kabaretts vor dem Unterhaus in Mainz durch Bundeskanzler Gerhard Schröder
- 2005: Arosa Schneestern, Publikumspreis des Arosa Humor-Festivals
- 2006: Kasseler Literaturpreis für grotesken Humor
- 2007: Großer Karl-Valentin-Preis
- 2007: Oberbayerischer Kulturpreis
- 2007: Ehrenpreis des Wettbewerbs Tegtmeiers Erben
- 2008: Bayerischer Poetentaler
- 2009: Ernst-Toller-Preis
- 2010: Goldene Berta, Publikumspreis Eifel-Kulturtage
- 2010: Bayerischer Kabarettpreis (Ehrenpreis)
- 2012: Arosa Humorfüller, Jurypreis des Arosa Humor-Festivals[17]
- 2012: Kulturpreis Bayern (Sonderpreis)
- 2016: Unterföhringer Mohr (Bronze)
- 2017: Bayerischer Fernsehpreis, Ehrenpreis des Bayerischen Ministerpräsidenten
- 2017: Goldene Berta, Publikumspreis Eifel-Kulturtage, mit den Well-Brüdern, 2. Platz
- 2019: Salzburger Stier – Ehrenstier für das Lebenswerk[18]
- 2019: Kultureller Ehrenpreis der Landeshauptstadt München[19]
- 2020: Markgräfler Gutedelpreis[20]
- 2021: Bayerischer Verdienstorden[21]
- 2023: Bairische Sprachwurzel[22]
- 2023: Umweltmedienpreis für sein Lebenswerk gemeinsam mit den Wellbrüdern aus’m Biermoos[23]
- 2024: Bundesverdienstkreuz am Bande[24]

## Werke

### Diskografie
Sortiert nach Produktionsjahr bzw. Erstveröffentlichung.
- Als wenn man ein Dachs wär’ in seinem Bau (Hörspiel) – CD (1976)
- Der Erwin I – CD (1977)
- D’ Anni hat g’sagt … – CD (1979)
- Leberkäs’ Hawaii – CD (1981)
- Kehraus (Hörspiel) – Doppel-CD (1981/1999)
- Fast wia im richtigen Leben – CD (1981)
- i.A. Deutelmoser – CD (1985)
- Freibank Bayern, mit der Biermösl Blosn – CD (1987, neu 2007)
- Kinderdämmerung – CD (1996)
- Die Klassiker – CD (1997)
- Der Standort Deutschland – CD (1997)
- Rafael Schmitz der Pommfritz – CD (1997)
- Attacke auf Geistesmensch – CD (1998)
- Gerhard Polt liest Lausbubengeschichten – CD (1998)
- Und wer zahlt’s? – CD (2000)
- Abfent, Abfent …! – CD (2001)
- Die ganze Welt und überhaupt, mit Otto Grünmandl – CD (2002)
- Der unbekannte Valentin, mit Gisela Schneeberger und Biermösl Blosn – CD (2002)
- Kabarettgeschichte(n) – 2 CDs (enthält das Hörspiel Als wenn man ein Dachs wär’ in seinem Bau, 1981, und ein Porträt Gerhard Polts von Inge Kurtz, 2002)
- Kinderdämmerung – Neuauflage – CD (2003)
- Gerhard Polt – Gerhard Polt – DVD (2003)
- Bühnen-Box, die besten Nummern – 3 CDs + 1 DVD (2004)
- Gerhard Polt – Gerhard Polt 2 – DVD (2004)
- Gerhard Polt – Fast wia im richtigen Leben – 5 DVDs (2005)
- Hundskrüppel – Lehrjahre eines Übeltäters – CD (10/2005)
- Gerhard Polt, Biermösl Blosn – Bayern Open – DVD (02/2006)
- Gerhard Polt, Biermösl Blosn – Tschurangrati – DVD (04/2006)
- Gerhard Polt, Biermösl Blosn – Obatzt is / Crème Bavaroise – DVD (04/2006)
- Geht in Ordnung – sowieso – ja mei, mit Eckhard Henscheid – CD (2006)
- Eine menschliche Sau – CD (12/2006)
- Stoibers Vermächtnis – CD (09/2007)
- Gerhard Polt, Biermösl Blosn – Offener Vollzug – DVD (04/2008)
- Apokalypsen – CD (11/2008)
- Gerhard Polt, Biermösl Blosn – Jubiläum – CD (10/2009)
- Fröhliche Frohheit – Weihnachts CD+DVD (10/2010) zusammen mit den Well Kindern
- Gerhard Polt, Biermösl Blosn – Respekt: 30 Jahre Gerhard Polt und Biermösl Blosn – DVD (11/2011)
- Gerhard Polt & Ardhi Engl – 2 CDs (11/2013) und DVD (11/2013)
- Da fahrma nimmer hin – 2 CDs (07/2015)
- A scheene Leich – CD (10/2015) mit den Geschwistern Well
- Wer ist wir? – 2 CDs (12/2017)
- Kasperl und der Wachtelkönig – 2 CDs (12/2017)
- Schee war’s – CD (09/2018)
- Gerhard Polt und die Well-Brüder 40 Jahre – CD und Vinyl (09/2020), JKP

### Filmografie
- 1979–1987: Fast wia im richtigen Leben (Fernsehreihe)
- 1980: Rosi und die große Stadt
- 1982: Monaco Franze – Der ewige Stenz (Fernsehen)
- 1983: Unsere Nachbarn, die Baltas (Fernsehserie)
- 1983: Kehraus
- 1987: Man spricht deutsh
- 1991: Herr Ober!
- 2003: „Poltrait“ – Gerhard Polt? Einer der ganz Großen der deutschen Kulturszene. Filmporträt mit und über Gerhard Polt, von Ute Casper
- 2004: Tschurangrati[26] (Liveaufnahme von 1993)
- 2004: Germanikus
- 2012: „Der Herr Polt“ – Sind Sie’s oder sind Sie’s nicht?, Filmporträt mit und über Gerhard Polt, von Ernst Eisenbichler in Zusammenarbeit mit Johannes Roßteuscher, anlässlich seines 70. Geburtstags[27]
- 2013: Und Äktschn!
- 2022: Der Onkel – The Hawk

### Schriften
- ÖHA und hinterher heißts dann mit der Dankbarkeit, .... mit Hanns Christian Müller, Brehm, Feldafing 1979, ISBN 3-921763-64-9
- Fast wia im richtigen Leben, Band 1, mit Hanns Christian Müller, Friedl Brehm, Feldafing 1982
- Fast wia im richtigen Leben, Band 2, mit Hanns Christian Müller, Brehm, Feldafing 1983, ISBN 3-921763-81-9
- Da schau her, mit Hanns Christian Müller, Haffmans, 1984
- Die Exoten, mit Hanns Christian Müller, Haffmans, 1985
- Auf geht’s zur Wies’n – das Münchner Oktoberfest, mit Hanns Christian Müller sowie Fotografien von Thomas Klinger u. Giosanna Crivelli. Thiemig Verlag, München 1985. ISBN 3-521-04168-9
- Ja, mei, mit Hanns Christian Müller, Haffmans, 1987
- Menschenfresser und andere Delikatessen. Haffmans, 1997
- Rafael Schmitz der Pommfritz, mit Bildern von Michael Sowa, Kein & Aber, Zürich 1999
- Heute wegen Tod geschlossen. Kein & Aber, Zürich 2001
- Circus Maximus. Das gesammelte Werk. Kein & Aber, Zürich 2002. Aktualisierte Neuausgabe 2015, ISBN 978-3-0369-5935-1
- Da fahren wir nimmer hin. Urlaubsimpressionen. Kein & Aber, 2003
- Im Schatten der Gans. Kein & Aber, 2003
- Starke Stücke (Kochbuch, zusammen mit Lothar Eiermann). Swiridoff, 2003
- Hundskrüppel. Kein & Aber, 2004, ISBN 978-3-0369-5923-8
- Manege frei!. Monologe und Dialoge (Reclam, mit Hanns Christian Müller, 2007), ISBN 978-3-15-018349-6
- Drecksbagage. Mit Illustrationen von Reiner Zimnik. Kein & Aber, Zürich 2008, 120 S.[28]
- Öha! Kleine Wiesn- und Heimatkunde, mit Illustrationen von Volker Kriegel. Kein & Aber, Zürich 2011, ISBN 978-3-0369-5620-6
- Gerhard Polt; Herlinde Koelbl (Hrsg.): Gerhard Polt Bibliothek. Werke in 10 Bänden, mit Begleitbuch. Kein & Aber, Zürich 2012, ISBN 978-3-0369-5630-5 (Jubiläumsausgabe zum 70. Geburtstag)
- Kinderdressur, Geschichte. Kein & Aber, Zürich 2013, ISBN 978-3-0369-5904-7
- Der große Polt, Ein Konversationslexikon. Hrsg.: Claudia Pichler. Kein & Aber, Zürich 2017, ISBN 978-3-0369-5763-0

### Theaterstücke
- Die Exoten (Hanns Christian Müller, Gerhard Polt). Residenztheater München, 1985
- Tschurangrati (Hanns Christian Müller, Gerhard Polt, Hans Well). Uraufführung am 2. Mai 1993 im Schauspielhaus der Münchner Kammerspiele
- Obatzt is – Crème Bavaroise (Gerhard Polt und die Biermösl Blosn). Uraufführung April 2002 im Münchner Cuvilliés-Theater
- Offener Vollzug – Ein Staatsschauspiel (Gerhard Polt und die Biermösl Blosn). Uraufführung am 28. April 2006 im Residenztheater München
- Ekzem Homo (Gerhard Polt und die Well-Brüder). Uraufführung am 7. Februar 2015 im Schauspielhaus der Münchner Kammerspiele.
- A scheene Leich (Gerhard Polt und die Well-Brüder). Uraufführung am 28. Januar 2023 im Schauspielhaus der Münchner Kammerspiele.

### Hörspiele
- Als wenn man ein Dachs wär’ in seinem Bau (mit Jürgen Geers, Hessischer Rundfunk, 1976)

## Filmdokumentationen zu Gerhard Polt
- Der große Polt – Gemütlichkeit am Abgrund. Von Sandra Wiest, 44 min, Bayerischer Rundfunk 2017
- Der Mensch ist ein Viech, was lacht. Gerhard Polt und seine Welt des Humors. Von Victor Grandits und Magdalena Adugna, 44 min, Bayerischer Rundfunk 2022 (Webarchiv)